# Старое Село (Ветковский район)
Старое Село (бел. Старае Сяло́) — агрогородок в Хальчанском сельсовете Ветковского района Гомельской области Белоруссии.

## География

### Расположение
В 4 км на юго-запад от Ветки, 12 км от Гомеля.

### Гидрография
На востоке граничит с озером Чечель.

## Транспортная сеть
Транспортные связи по просёлочной, затем автомобильной дороге Ветка — Гомель. Планировка состоит из прямолинейной улицы, ориентированной с юго-запада на северо-восток, к которой с востока присоединяется 12 коротких улиц. Застройка преимущественно деревянная.

## История
Выявленное археологами поселение 1-й половины I-го тысячелетия н. э. (0,3-0,4 км на юго-запад от деревни) свидетельствует о заселении этих мест с давних времён. По письменным источникам известна с XVI века как селение в Речицком повете Минского воеводства Великого княжества Литовского. Согласно инвентарю Гомельского староства 1640-х годов 10 дымов 13 волов, 11 лошадей. В 1709 году староверы оказали значительное сопротивление армиям Карла XII. В 1752 году упоминается в актах Главного Литовского трибунала.
После 1-го раздела Речи Посполитой (1772 год) в составе Российской империи. В 1785 году во владении князя И. Халецкого. Имелся паром на реке Сож грузоподъёмностью до 400 пудов. В 1861 году построена церковь, к которой в 1874 году пристроена колокольня. В 1872 году открыта школа грамоты. 29 июля 1881 года сгорели 42 двора и 36 гумен. Согласно переписи 1897 года в Поколюбичской волости Гомельского уезда; располагались: церковь, народное училище, хлебозапасный магазин, кирпичный завод, винная лавка, трактир. В 1908 году 2636 десятин земли. В 1909 году сгорели 139 дворов.
В 1919 году создана артель «Старосельская». В 1926 году работали: почтовое отделение, начальная школа, изба-читальня, лавка. С 8 декабря 1926 года по 16 июля 1954 года центр Старосельского сельсовета Ветковского района Гомельского округа (до 26 июля 1930 года), с 20 февраля 1938 года Гомельской области. В 1927 году создан колхоз «Красный пахарь», в 1929 году — колхоз «Лесная поляна». Во время Великой Отечественной войны в сентябре 1943 года оккупанты сожгли 550 дворов убили 30 жителей. Освобождена 16 октября 1943 года. В боях за деревню и окрестность погибли в 1943 году 448 советских солдат, в том числе Герой Советского Союза Н. И. Феничев (похоронены в братской могиле в центре деревни, около школы). На фронтах погибли 209 жителей, в память о погибших в 1967 году в центре деревни установлена стела. В 1944 году от тифа умерло 500 жителей. С 1977 года центр Гомельского конного завода № 59 (основан в 1912 году в бывшей барской усадьбе, около деревни Шерстин, позже центр был в деревне Прудок). Размещены кирпичный завод, средняя школа, Дом культуры, библиотека, фельдшерско-акушерский пункт, детский сад, отделение связи, магазин, музей.

## Население

### Численность
- 2004 год — 351 хозяйство, 827 жителей.

### Динамика
- 1885 год — 207 дворов, 1455 жителей.
- 1897 год — 389 дворов 1784 жителя (согласно переписи).
- 1908 год — 2354 жителя.
- 1926 год — 543 двора, 2694 жителя.
- 1940 год — 554 двора.
- 1959 год — 1580 жителей (согласно переписи).
- 2004 год — 351 хозяйство, 827 жителей.

## Культура
- Музейная комната ГУО «Старосельская средняя школа Ветковского района».
- Филиал «Старосельский сельский Дом культуры» ГУК «Ветковский центр культуры и народного творчества».

### Традиции
- Обряд «Хоровод сена».

## События и мероприятия
- Региональный обряд «Хоровод сена» (21 апреля 2025).

## Достопримечательность
- Городище периода раннего железного века (1-е тыс. до н. э. – 1-е тыс. н. э.) 0,3 км от агрогородка, урочище Городок —  Историко-культурная ценность Республики Беларусь, шифр 313В000178
- Братская могила (1943) —  Историко-культурная ценность Республики Беларусь, шифр 313Д000179
- Городище периода раннего железного века (1-е тыс. до н. э. – 1-е тыс. н. э.), урочище Городок —  Историко-культурная ценность Республики Беларусь, шифр 313В000201

## Известные уроженцы
- Валерий Федосов, кинооператор, лауреат Государственной премии РСФСР.
- З. В. Литвинова — белорусская художница.